# 러시아 합동군사참모대학교
러시아 합동군사참모대학교(Военная академия Генерального штаба Вооружённых сил Российской Федерации)는 1832년 러시아 모스크바주 모스크바에 첫 개교되어 현재에 이르고 있는 러시아 국립 군사국방참모대학교이다.

## 역사
1832년 러시아 제국 모스크바주 모스크바에 첫 개교되어 이후 1917년 러시아 제국 멸망 이후 러시아 소비에트 연방 사회주의 공화국을 거쳐 1922년 소비에트 연방 확대 개편 수립 이후 소비에트 연방의 손꼽히는 군사국방참모대학교로 자리매김하다가 1991년 소비에트 연방 붕괴 이후 소련 군사정보국 부설 정보학교(1925년 소련 모스크바주 모스크바에 첫 설립)를 통폐합하여 1991년 소비에트 연방 붕괴 이후로도 현재까지 러시아에서 상급으로 거론되는 군사국방참모대학교로 랭킹이 되고 있다.